# 虹半
株式会社虹半（にじはん、英語表記: Nijihan）は、東京都渋谷区広尾に存在するキャラクター意匠製作と版権管理及びライセンス業務を専業とした事業会社の名称である。設立当時から2005年までの代表取締役社長は辻邦彦。設立時の資本金は約1800万円。会社名の由来は「美しい"虹"の半分の小規模から当社は始まる」に由来。辻邦彦の退任後はサンリオのライセンス事業部長を担当していた福島一芳が代表取締役を担当した。2019年現在も同社は株式会社サンリオの傍系会社として版権管理業務を継続している。

## 概要
1995年3月、サンリオの創業者である辻信太郎の長男、辻邦彦の100パーセント出資によって設立。設立当初の目的は株式会社サンリオ（本社）のキャラクターライセンス業務関連を専業とすることを目的としていたが、意匠製作と版権管理業務、ライセンス業務を専業とする事業会社となった。やがて1996年に入り同社の代表取締役社長だった辻邦彦が意匠製作と共にキャラクター商品開発を手掛け、「Nijihan」ブランド名のライセンス商品をギフトゲート専売商品として取り扱った上で販路拡大を企図したが販売成績が芳しくなく市場からフェードアウトをする結果となった。

## 主な版権管理キャラクター
- 時空探偵ゲンシクン[注釈 2]
- 100Cats World[注釈 3]
- ウサギのパング
- シーシーパンダ

## 関連人物
- 辻邦彦 - 会社設立時から2005年までの代表取締役社長、辻信太郎の長男
- 福島一芳 - 辻邦彦退任後の代表取締役